# Åls stenhus
Åls stenhus eller Aal är en medeltida borgruin i Vånga socken, vid Roxens norra strand i Östergötland. 
Stenhuset var sätesgård för Sten Haraldsson Gren i början av 1400-talet. Dennes son, Magnus Gren, var riksråd. På 1500-talet flyttades gården till den plats där Grensholms egendom ligger, samtidigt byttes namnet. Arkeologiska undersökningar har gjorts under 1900-talet, och 1995 restaurerades ruinens murade ingång.